# Kasteel Grasbroek

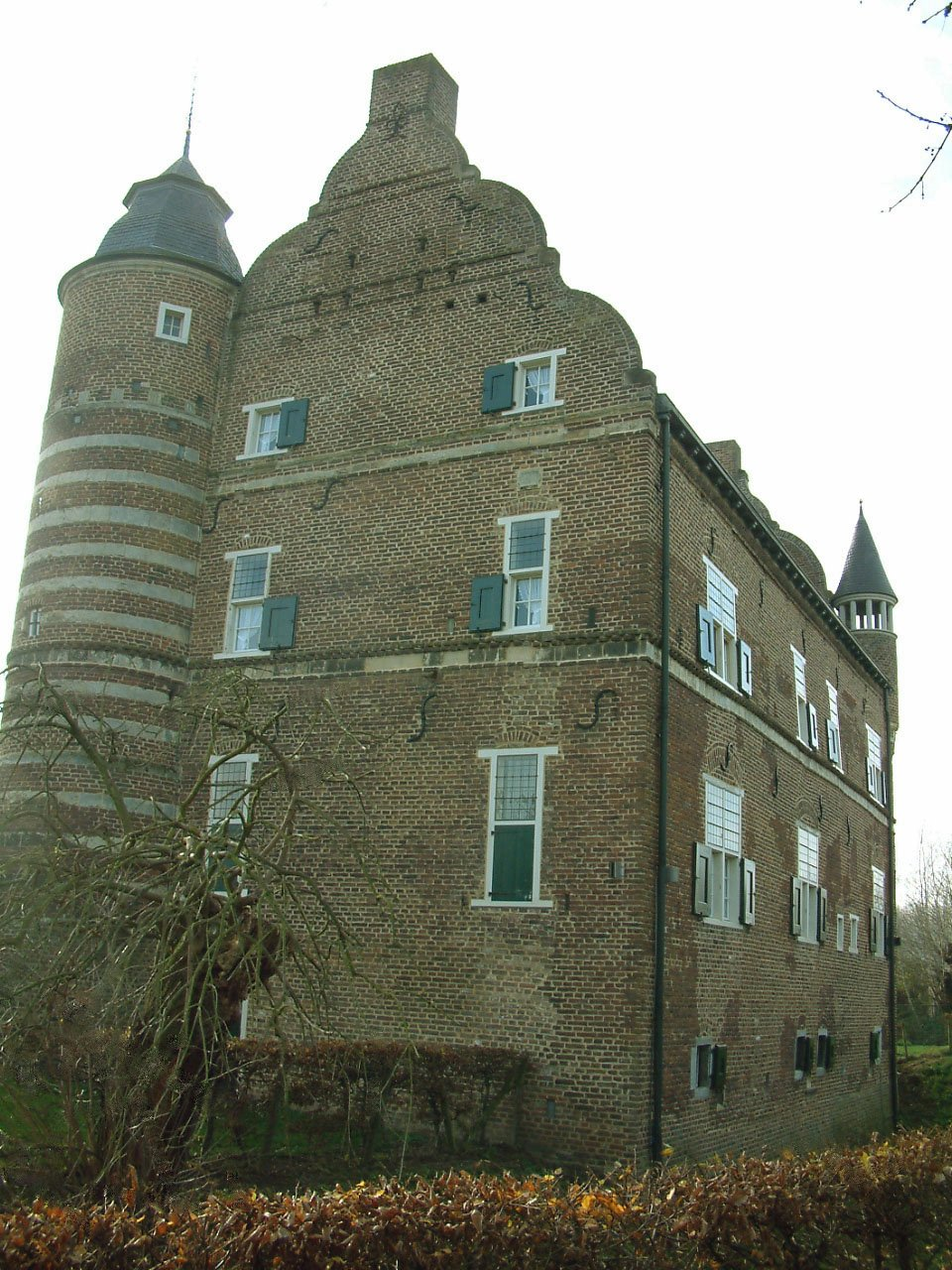
Kasteel Grasbroek

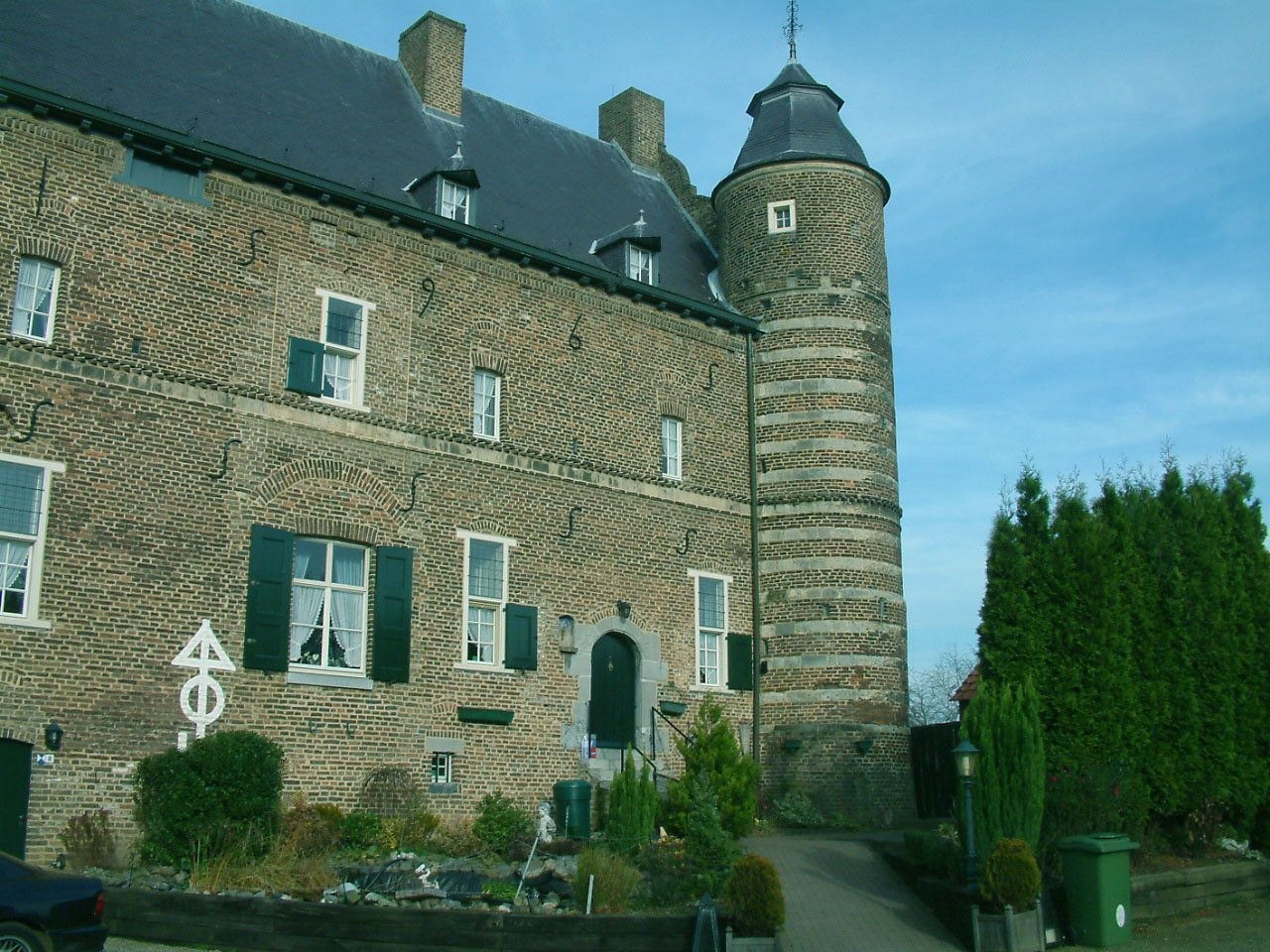
Kasteel Grasbroek, voorgevel

Kasteel Grasbroek is een kasteel in Nederlands Limburg gelegen aan de Bornerweg 33 tussen de kerkdorpen Born en Guttecoven in de gemeente Sittard-Geleen.
Ongeveer 250 meter ten zuidoosten van het kasteel ligt de motteheuvel Stoel van Swentibold in het natuurgebied Grasbroek.

## Beschrijving van het kasteel
Het huidige kasteel is een tweelaags, onderkelderd rechthoekig huis en is klein van omvang. Het heeft twee in- en uitgezwenkte topgevels welke zijn voorzien van niet minder dan 63 schietgaten. Op de oosthoek heeft het kasteel een ronde, gemetselde traptoren met speklagen uit mergelsteen. De houten kern van de traptoren is gevormd door een boomstam die bij de oorspronkelijke bouw, meer dan 400 jaar geleden, hierin is verwerkt. Op de westhoek, diagonaal tegenover de traptoren, heeft het kasteel een bij de restauratie gereconstrueerd arkeltorentje.
Het kasteel had oorspronkelijk een omgrachting die thans drooggelegd is en nog maar nauwelijks herkenbaar is. Uit de in de gevel aanwezige jaartalankers blijkt dat het kasteel in 1596 gebouwd is. Het bovenste deel van de traptoren zou in de eerste helft van de 17e eeuw zijn verhoogd, echter zonder de mergelstenen speklagen. De gordingkap en de spantbenen zijn nog van het originele gebouw. Het kasteel heeft waarschijnlijk tegen de oostgevel een poortgebouw gehad, zoals afgeleid kan worden uit een aantal fundamenten dat in de bodem is aangetroffen. Na het in kaart brengen van deze fundamenten zijn deze weer met grond bedekt.
Inwendig zijn ook nog de originele stucplafonds, schouwen en een spiltrap aanwezig. In 1987 heeft het kasteel een ingrijpende restauratie ondergaan, waarbij de kruis- en kloosterkozijnen en het arkeltorentje werden gereconstrueerd.

## Geschiedenis en eigenaren
De geschiedenis van kasteel Grasbroek hangt nauw samen met het even verderop gelegen Kasteel van Born, met name met de familie Van Drimborn die in de 16e eeuw de eigenaars waren van dat kasteel. Het was Alexander Van Drimborn, gehuwd met Elisabeth van Olmissen, die in 1581 toestemming kreeg van de hertog van Gulik om het huis met alle adellijke rechten die daaraan verbonden waren te bouwen. Hiervan getuigen de twee wapenschilden van Van Drimborn (in zilver drie rode rozen, schuinlinks geplaatst) en Van Olmissen (in zwart een zilveren balk, in de heraldisch linkerbovenhoek vergezeld van een zilveren zespuntige ster), die in de hardstenen omlijsting van de toegangsdeur van het gebouw zijn aangebracht.
De familie Van Drimborn blijft eigenaar van het kasteel tot 1700, wanneer het kasteel en eveneens het kasteel Born wordt overgenomen door Jan Arnold van Leerode. Hij was een verwoed duivenmelker en liet daarom een aantal duivengaten in de voorgevel aanbrengen; mogelijk is toen ook de traptoren verhoogd om de duivenzolder eenvoudiger te kunnen bereiken. Tegenwoordig zijn deze duivengaten dichtgesmeerd, maar nog steeds duidelijk waarneembaar. In 1813 werd Maximiliaan van Leerode, die zijn heerlijke rechten moest prijsgeven, waaronder de kastelen Born en Grasbroek en bij deze kastelen gelegen watermolen en de windmolen, gedwongen door de Franse Revolutie zijn bezittingen te verkopen. Dit betekende tevens het einde van de Heerlijkheid Born en Maximiliaan von Leerodt zu Born vertrok vervolgens naar zijn Pruisische stamslot bij Geilenkirchen.
Nieuwe eigenaar van Grasbroek werd Lodewijk Matheus Gilissen, een industrieel uit Maastricht, die ook het kasteel Born kocht. Door vererving kwam het kasteel in eigendom van de familie Barbou de Roosteren, totdat het in 1985 in bezit is gekomen van Natuurmonumenten.